# Società Sportiva Vita Nova 1949-1950
Questa voce raccoglie le informazioni riguardanti la Società Sportiva Vita Nova nelle competizioni ufficiali della stagione 1949-1950.

## Rosa
| N. |                   | Ruolo | Calciatore    |
| -- | ----------------- | ----- | ------------- |
|    | Italia (bandiera) | P     | A. Arrigoni   |
|    | Italia (bandiera) | D     | G. Bernardi   |
|    | Italia (bandiera) | A     | A. Bianchi    |
|    | Italia (bandiera) | A     | Aldo Birolini |
|    | Italia (bandiera) | C     | L. Carrara    |
|    | Italia (bandiera) | C     | M. Cesani     |
|    | Italia (bandiera) | A     | L. Colombi    |
|    | Italia (bandiera) | C     | M. Consonni   |

| N. |                   | Ruolo | Calciatore     |
| -- | ----------------- | ----- | -------------- |
|    | Italia (bandiera) | C     | M. Fracassetti |
|    | Italia (bandiera) | A     | A. Gambirasio  |
|    | Italia (bandiera) | A     | Clemente Gotti |
|    | Italia (bandiera) | C     | A. Mantecca    |
|    | Italia (bandiera) | C     | Ettore Perani  |
|    | Italia (bandiera) | A     | Pietro Rebuzzi |
|    | Italia (bandiera) | D     | M. Sirtoli     |